# Vandi Verma
Vandana "Vandi" Verma (Halwara, siglo XX) es una roboticista espacial india que trabaja en el Laboratorio de Propulsión a Reacción de la NASA conocida por conducir los Mars rovers, en particular el Curiosity y Perseverance, usando un software que incluye la tecnología de programación PLEXIL que ella coescribió y desarrolló.

## Biografía
Verma nació y creció en parte en Halwara, India; su padre era piloto de la Fuerza Aérea India. Obtuvo una licenciatura en ingeniería eléctrica, en el Punjab Engineering College en Chandigarh, India. Después, consiguió una maestría en ciencias de la computación de la Universidad Americana y en 2005 un doctorado en robótica de Universidad Carnegie Mellon, con una tesis titulada Filtros de partículas tratables para el diagnóstico de fallas de robots [Tractable Particle Filters for Robot Fault Diagnosis].
En CMU, desarrolló su interés por la robótica en entornos desconocidos. Estuvo involucrada en una estación experimental de astrobiología 3 años en el desierto de Atacama. El desierto fue elegido por las similitudes entre su entorno hostil y la superficie de Marte. Verma ganó un concurso para crear un robot para navegar por un laberinto y recolectar globos. Probó tecnologías robóticas en el Ártico y la Antártida.
Entre estudios, Verma obtuvo su licencia de piloto.
Su primer trabajo de posgrado fue en el Centro de Investigación Ames como científica investigadora.
En 2006, Verma coescribió PLEXIL, un lenguaje de programación de código abierto utilizado en tecnologías de automatización como el rover K10 de la NASA, el taladro de percusión del rover Mars Curiosity, la Estación Espacial Internacional, la Unidad de Demostración de Hábitat y Hábitat del Espacio Profundo, la Demostración de Edison de Smallsat Networks, LADEE y el Autonomy Operating System (AOS).
En 2007, Verma se unió al Laboratorio de Propulsión a Reacción (JPL) de la NASA con un interés especial en la robótica y el software de vuelo y se convirtió en parte del equipo del explorador de Marte en 2008. A partir de 2019, comenzó a dirigir el grupo de Sistemas Autónomos, Movilidad y Sistemas Robóticos de JPL.
Verma ha escrito artículos académicos en su campo sobre temas como el sistema de focalización AEGIS (Exploración Autónoma Para Reunir Ciencia Aumentada, por sus siglas en inglés), Operación del rover lunar de la NASA y detección de fallas de robots, un área en la que ha trabajado constantemente.
Verma ayudó a desarrollar sistemas de software de vuelo y simulación de vuelo utilizados por el rover Mars 2020.
Verma participa con frecuencia en los eventos de puertas abiertas de JPL en el laboratorio y en línea como comunicadora científica para motivar a los menores (y particularmente a las niñas) a las carreras STEM.

## Robótica de Marte

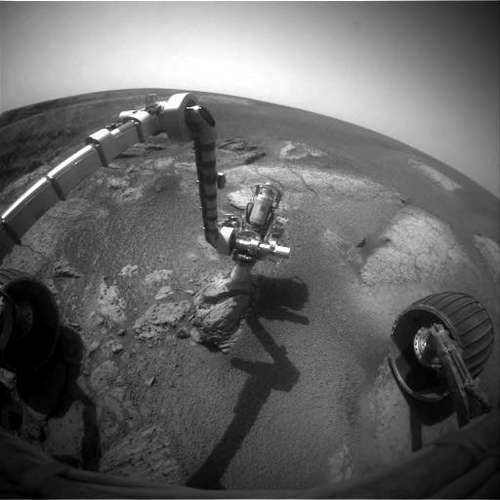
El rover Opportunity de Marte perfora una roca para recuperar una muestra con su brazo robótico

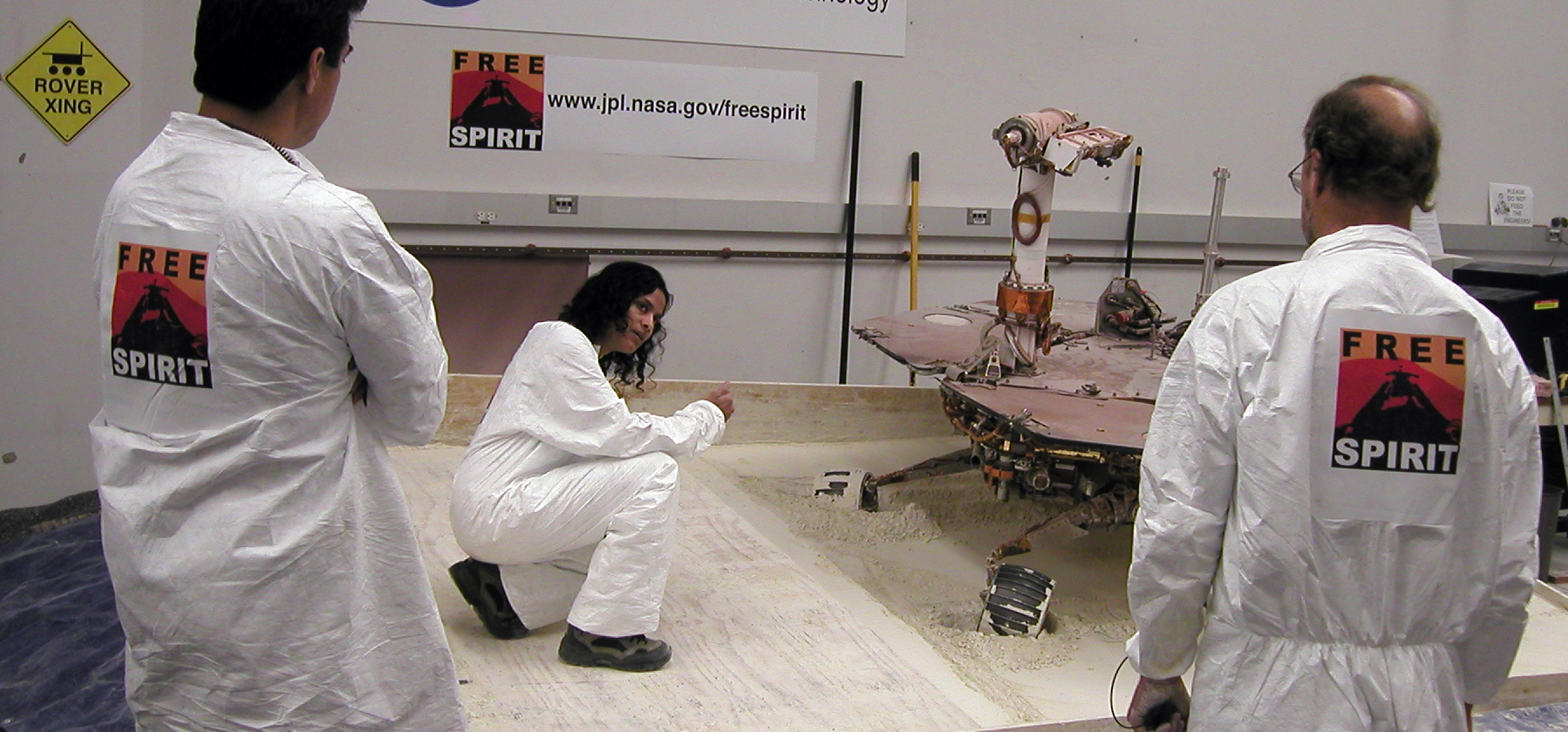
Los miembros del equipo MER Alfonso Herrera, Vandana Verma, Bruce Banerdt, probando el rover Spirit

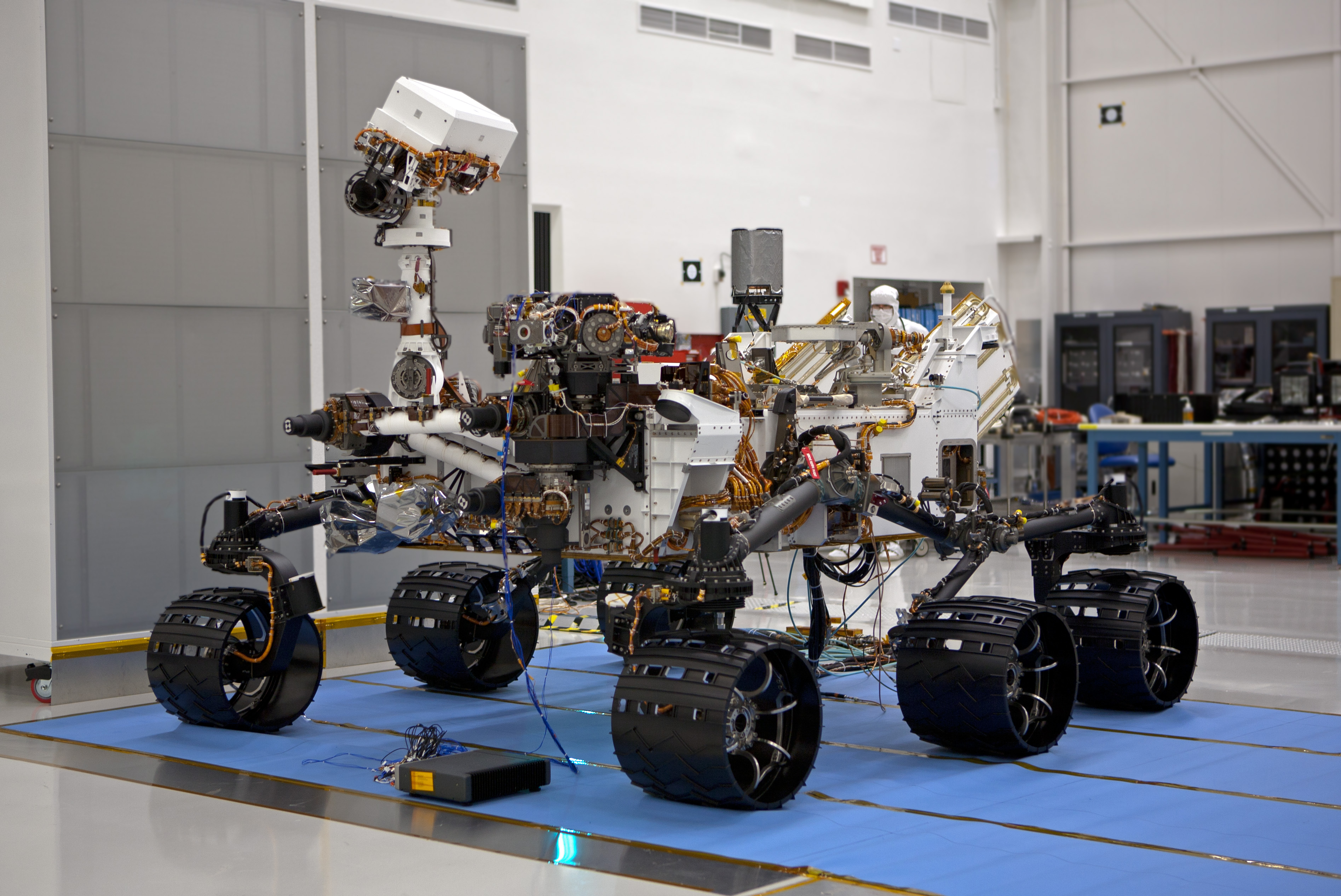
El rover Curiosity de Marte, instalación de montaje de naves espaciales, Pasadena (2011)

Verma ha trabajado en los proyectos Mars Exploration Rover de la NASA desde 2008 y ha operado los tres rovers: el MER-A Spirit, el MER-B Opportunity, y el Mars Science Laboratory Curiosity. Verma explica que para operar una nave espacial robótica de manera eficiente, el equipo debe adaptarse al sol, o día marciano, que es de 24 horas, 39 minutos y 35,244 segundos, comenzando cada día 40 minutos después. Este tipo de trabajo por turnos implica cubrir las ventanas de la casa y el trabajo. Verma dice: "Tendemos a vivir según el reloj de Marte y muchos tienen relojes de Marte". A partir de 2018, ha habido aproximadamente 12 conductores de vehículos móviles. Ella explica cómo conducir el rover es una operación extremadamente lenta, ya que los comandos pueden tardar hasta 20 minutos en llegar al dispositivo, por lo que los comandos generalmente se ejecutan primero como una simulación y se cargan múltiples comandos a la vez a través de la Red del Espacio Profundo de la NASA, transmitiendo señales usando el Mars Odyssey de Marte.
Operar el rover implica un gran esfuerzo en equipo con científicos que realizan experimentos en diferentes campos. Un conjunto típico de comandos habrá involucrado la evaluación de imágenes 3D anteriores, el desarrollo de un plan y una ruta para maximizar el potencial de exploración sin poner en riesgo la seguridad del rover (incluido el uso del brazo robótico de 2 metros de Curiosity ), coreografiar y simular movimientos y luego integrar cada paso del secuencia en un conjunto detallado de instrucciones.
Verma dijo en 2012,

Me doy cuenta de que posiblemente tengo uno de los trabajos más geniales del mundo

## Premios
Verma ha recibido numerosos premios por su trabajo en equipo, que incluyen:
- 2008 - Premio del equipo de Ciencias de la Tierra de la NASA para el Equipo de Transición de Tecnología de Autonomía Inteligente
- 2010 - Premio de Honor de la NASA 2010 al equipo de mitigación de fallas electromecánicas de MER
- 2013 - Premio de Honor de la NASA al Equipo de Control de Motores de MSL
- 2013 - Premio de Honor de la NASA al Equipo de Sistemas Científicos y Muestreo de Superficie de MSL
- 2013 - Premio de honor de la NASA 2013 al equipo de soporte de simulación y banco de pruebas de MSL
- 2014 - Premio al Software del Año de la NASA, otorgado al Equipo de Software de Vuelo del Laboratorio Científico de Marte
- 2016 - Premio al equipo MSL AEGIS 2016
- 2017 - Premio MSL CHIMRA (Recolección y manipulación para análisis de rocas marcianas in situ) por recuperación de anomalías en túneles[7]

## Otros medios
En 2011, Verma apareció y dirigió un episodio de Nova ScienceNow llamado Can We Make It to Mars?
Verma apareció en el documental Science in the Extremes serie 3, episodio 6 de Seeker de la Fuerza Aérea de los EE. UU., donde explica su trabajo de 2020 en la superficie de Marte.

En 2018, la directora finlandesa Minna Långström realizó un documental sobre Verma y su trabajo con el rover de Marte Curiosity titulado The Other Side of Mars (título original finlandés Mars kuvien takaa). La película se centra en la forma en que se crean las imágenes, su manipulación y uso, lo que da forma a nuestra comprensión del espacio y la tecnología.